# Finland i olympiska sommarspelen 1908
Finland, som Storfurstendömet Finland, deltog med 62 deltagare vid de olympiska sommarspelen 1908 i London. Totalt vann de en guldmedalj, en silvermedalj och tre bronsmedaljer. 

## Medaljer

### Guld
- Verner Weckman - Brottning, grekisk-romersk stil, 93 kg

### Silver
- Yrjö Saarela - Brottning, grekisk-romersk stil, 93 kg

### Brons
- Eino Forsström
Otto Granström
Johan Kemp
Jivari Kyykoski
Heikki Lehmusto
John Lindroth
Yrjö Linko
Edvard Linna
Matti Markkanen
Kaarlo Kustaa Paasia
Arvi Pohjanpää
Aarne Pohjonen
Eino Railio
Heikki Riipinen
Arno Saarinen
Einari Verner Sahlstein
Arne Salovaara
Kaarlo Sandelin
Elias Sipilä
Viktor Smeds
Kaarlo Soinio
Kurt Enoch Stenberg
Väinö Tiiri
Magnus Wegelius - Gymnastik, mångkamp, lag
- Verner Järvinen - Friidrott, Diskuskastning, grekisk stil
- Arvo Linden - Brottning, grekisk-romersk stil, lättvikt